# Pseudeupalamus flavescens
Pseudeupalamus flavescens är en stekelart som beskrevs av Heinrich 1980. Pseudeupalamus flavescens ingår i släktet Pseudeupalamus, och familjen brokparasitsteklar. Inga underarter finns listade.